# Partit Popular (Bèlgica)
El Partit Popular (francès: Parti populaire, neerlandès: Personenpartij), és un partit polític de Bèlgica d'orientació liberal conservadora. Es considera prioritàriament un partit francòfon a la dreta del Mouvement Réformateur.
El partit va ser fundat el 26 de novembre de 2009 per Rudy Aernoudt i Mischaël Modrikamen, inspirat en part pels exemples del Partit Popular a Espanya i la Unió pel Moviment Popular de França. El PP es considera que és econòmicament liberal en el sentit europeu de terme. El manifest del partit posa l'accent en l'eficiència i el desinterès en el govern, parlar clar, i l'autonomia individual. El PP proposa reformar el sistema de justícia i enfortir el govern federal belga respecte a les regions i comunitats.
Es presentà per primer cop a les eleccions legislatives belgues de 2010, en les que va obtenir 84.005 vots (1,29% del total nacional) i un escó a la Cambra de Representants de Bèlgica per a Laurent Louis, del Brabant Való. La llista per al Senat de Bèlgica, encapçalada per Rudy Aernoudt, va obtenir 98.858 vots (1,53% a nivell nacional), però no va obtenir senador.